# Zurab Sturua
Zurab Sturua (ur. 8 sierpnia 1959 w Tbilisi) – gruziński szachista i trener szachowy (FIDE Senior Trainer od 2012), arcymistrz od 1991 roku.

## Kariera szachowa
Do ścisłej czołówki gruzińskich szachistów należał od połowy lat 70. XX wieku do pierwszych lat XXI wieku. W latach 1975, 1977, 1981, 1984 i 1985 pięciokrotnie zwyciężał w mistrzostwach GSRR. Kilkukrotnie uczestniczył w półfinałach indywidualnych mistrzostw Związku Radzieckiego, jak również w mistrzostwach ZSRR juniorów do 20 oraz 26 lat.
Pierwszy znaczący międzynarodowy sukces odniósł w 1980 r., zwyciężając w kołowym turnieju w Trnawie (przed wyżej notowanymi zawodnikami, m.in. Rainerem Knaakiem, Janem Smejkalem i Petarem Popoviciem). W 1991 r. podzielił I m. (wspólnie z Giorgim Giorgadze) w Tbilisi oraz triumfował w otwartym turnieju w Biel. W kolejnych latach odniósł szereg sukcesów na arenie międzynarodowej, zwyciężając bądź dzieląc I miejsca m.in. w:
- Baden-Baden (1993, wspólnie z Philippem Schlosserem i Stefanem Kindermannem),
- Komotini (1993, wspólnie z Ildarem Ibragimowem, Margeirem Peturssonem, Jewgienijem Pigusowem i Vasiliosem Kotroniasem),
- Berlinie (1996, turniej Berliner Sommer, wspólnie z Władimirem Akopijanem, Siergiejem Szypowem i Gieorgijem Timoszenko),
- Erywaniu (1996),
- Biel (1996, turniej open, po raz drugi w karierze),
- Puli (1997, wspólnie z Christopherem Lutzem, Gyulą Saxem, Jaanem Ehlvestem i Aleksandrem Delczewem),
- Dubaju (2005, wspólnie z Micheilem Kekelidze)[2].

W 2014 r. zdobył w Katerini tytuł mistrza świata seniorów (w kategorii powyżej 50 lat).
Pomiędzy 1992 a 2002 r. reprezentował Gruzję na wszystkich w tym okresie rozegranych sześciu szachowych olimpiadach, w 1998 r. zdobywając srebrny medal za indywidualny wynik na III szachownicy. Oprócz tego, trzykrotnie (1992, 1997, 2001) uczestniczył w rozgrywkach o drużynowe mistrzostwo Europy.
Najwyższy ranking w karierze osiągnął 1 stycznia 1999 r., z wynikiem 2605 punktów dzielił wówczas 73-75. miejsce na światowej liście FIDE, jednocześnie zajmując 3. miejsce wśród gruzińskich szachistów.